# Caroline Gillet
Pour les articles homonymes, voir Gillet.
Caroline Gillet (née en 1984 à Anderlecht) est une journaliste, réalisatrice et productrice de radio belge.
Elle produit et anime l'émission Foule continentale diffusée sur France Inter et sur La Première, une émission pour laquelle elle a obtenu le prix franco-allemand du journalisme.

## Biographie
Caroline Gillet naît en 1984 à Anderlecht, dans l'agglomération bruxelloise. Avec ses parents, elle vit successivement à Kinshasa, Dacca, à Jakarta, à Londres, puis rentre à Bruxelles faire une licence d’histoire contemporaine qu'elle complète par un master en journalisme à Sciences Politiques à Paris.
En 2009, à l'occasion des élections européennes, elle commence à réaliser des reportages depuis la Belgique pour le projet multimédia d’Arte, 27 et moi qui réunit 27 jeunes journalistes de l’Union européenne. En 2010, elle fait un reportage avec Elise Barthet, pour lemonde.fr le long de la frontière linguistique belge : Ceci n’est pas une frontière.
Elle commence alors à travailler pour les émissions culturelles, sociétales et internationales de France Inter et France Culture : Et pourtant elle tourne, Esprit critique, L’Humeur vagabonde, Sur les docks.
En 2011, elle réalise avec Aurélie Charon, pour les programmes d'été de France Inter, des séries documentaires qui montrent une région à travers le regard de ses jeunes.
Leur série Alger, nouvelle génération est prolongée par un film diffusé sur TV5 Monde et un web documentaire Un été à Alger. L’été 2012, le duo lance la série I like Europe et enfin Welcome Nouveau Monde. Caroline Gillet réalise ensuite I like Europe, paroles d'une génération de Porto à Riga,.
En 2014 et 2015, elle produit une émission, Tea Time Club, dans laquelle elle fait dialoguer des personnes dans le monde entier via Skype. Le projet a été adapté pour France 4 en 2016.
De 2017 à 2018, elle réalise chaque semaine le portrait d’un jeune dans sa chronique Babelophone.
Depuis 2018, elle réalise Foule continentale sur France Inter et La Première,. La série se termine avec la diffusion du centième numéro en juillet 2021.
À partir de 2020, elle travaille sur la série documentaire À ton âge. Cette année-là elle réalise le podcast Journal intime collectif au temps du corona avec des témoignages de personnes confinées à travers le monde,.
Elle est maîtresse de conférence invitée à l'Université catholique de Louvain-la-Neuve.

## Réalisations

### Émissions radiophoniques
- 2011 : Alger, nouvelle génération, avec Aurélie Charon, émission estivale sur France Inter
- 2013 : Welcome, nouveau monde, avec Aurélie Charon, sur France Inter
- 2012-2014 : I Like Europe, série d'été avec Aurélie Charon, sur France Inter
- 2014-2015 : Tea Time Club, émission quotidienne estivale sur France Inter
- 2020-2021 : À ton âge, chronique hebdomadaire sur France Inter
- 2019- : Foule continentale, sur France Inter et sur La Première.

### Podcasts
- 2016- : plusieurs épisodes de Transfert[15], podcast de Slate.fr.
- 2020 : Journal intime collectif au temps du corona.
- 2022 : Inside Kaboul.

### Scène
- 2013- : Radio Live[16], spectacle mêlant radio, musique et arts plastiques, et donnant la parole à des jeunes du monde entier, créé et animé avec Aurélie Charon et Amélie Bonnin.

## Filmographie
Sauf indication contraire, les informations mentionnées dans cette section peuvent être confirmées par les bases de données cinématographiques  présentes dans la section « Liens externes ».
- 2012 : Un été à Alger, documentaire transmédia coréalisé avec Aurélie Charon, diffusé sur TV5 Monde
- 2019 : Les Mères intérieures, documentaire qui interroge le rapport des femmes à la maternité, diffusé sur France 3

## Publication
- I Like Europe : Paroles d'une génération de Porto à Riga, avec Amélie Fontaine, Actes Sud Junior, coll. « Doc Ado », 2015  (ISBN 978-2-330-04818-1)

## Distinctions
- Prix franco-allemand du journalisme 2019, catégorie "audio", pour l'émission Foule continentale.
- Mention spéciale du jury prix Varenne Web&doc au FIGRA 2013 pour le documentaire Un été à Alger[17]
- Médaille de bronze dans la catégorie "Questions sociales et sujets d'actualité" aux New York Festivals 2012, pour l'émission Alger, nouvelle génération[18].